# Gemini (čet-bot)
Gemini, ranije poznat kao Bard, je generativni četbot sa veštačkom inteligencijom koji je razvio Gugl. Zasnovan na istoimenom velikom jezičkom modelu (LLM) i razvijen kao direktan odgovor na meteorski uspon OpenAI-ovog ChatGPT-a, pokrenut je u ograničenom kapacitetu u martu 2023. pre nego što se proširio na druge zemlje u maju. Ranije je bio zasnovan na PaLM-u, a u početku na LaMDA porodici velikih jezičkih modela.
LaMDA je razvijen i objavljena 2021. godine, ali nije pušten u javnost iz obilja opreza. OpenAI-ovo lansiranje ChatGPT-a u novembru 2022. i njegova kasnija popularnost zatekli su rukovodioce Gugla nespremne i poslali ih u paniku, što je izazvalo širok odgovor u narednim mesecima. Nakon što je mobilisala svoju radnu snagu, kompanija je pokrenula Bard u februaru 2023. godine, koji je zauzeo centralno mesto tokom uvodnog govora Gugl I/O 2023. u maju i nadograđen na Gemini LLM u decembru. Bard i Duet AI su ujedinjeni pod brendom Džeminaj u februaru 2024, što se poklopilo sa lansiranjem Android aplikacije.
Džeminaj je dobio mlake response. Postao je centar kontroverzi u februaru 2024, kada su korisnici društvenih medija izvestili da generiše istorijski netačne slike istorijskih ličnosti kao obojenih ljudi, a konzervativni komentatori su osudili njegovu navodnu pristrasnost kao „budnost“.

## Literatura
- Knight, Will; Goode, Lauren (4. 10. 2023). „Google Assistant Finally Gets a Generative AI Glow-Up”. Wired. Архивирано из оригинала 5. 10. 2023. г. Приступљено 13. 11. 2023.
- Krasnoff, Barbara (12. 6. 2024). „Google Gemini, explained”. The Verge. Архивирано из оригинала 12. 6. 2024. г. Приступљено 13. 8. 2024.

## Spoljašnje veze
- Zvanični veb-sajt
- White paper Архивирано на веб-сајту  (17. октобар 2023)
- Generative AI at Google AI